# 日东乡
日东乡，是中华人民共和国江西省赣州市瑞金市下辖的一个乡镇级行政单位。

## 行政区划
日东乡下辖以下地区：
日东村、湖陂村、炉坑村、湖洋村、樟坑村、龙井村、沿岗村、赣源村、陈埜村和贡潭村。